# ماریا دل پیلار پنیا
ماریا دل پیلار پنیا (اسپانیایی: María del Pilar Peña‎؛ زادهٔ ۴ آوریل ۱۹۸۶) بازیکن واترپلو اهل اسپانیا است.